# Le marxisme donnera la santé aux malades
Le marxisme donnera la santé aux malades est un tableau réalisé par la peintre mexicaine Frida Kahlo en 1954. Conservée au musée Frida-Kahlo de Coyoacán, à Mexico, cette huile sur Isorel de format vertical est un autoportrait dans lequel l'artiste se représente en pied, alors qu'elle abandonne ses béquilles, soutenue par deux mains géantes figurant le marxisme. Vêtue d'un corset médical et d'une longue jupe verte, elle tient un petit livre rouge. Elle est notamment entourée d'un globe terrestre, d'une grande colombe blanche et du visage de Karl Marx tandis que dans le coin supérieur droit de la composition, une troisième main étrangle un aigle qui présente la tête de l'oncle Sam et survole un champignon atomique.